# Mexicanocerus minutus
Mexicanocerus minutus är en insektsart som beskrevs av Freytag 1990. Mexicanocerus minutus ingår i släktet Mexicanocerus och familjen dvärgstritar. Inga underarter finns listade i Catalogue of Life.